# Cuse (Perú)
Cuse es un caserío peruano ubicado en el distrito de Sondorillo, perteneciente a la provincia de Huancabamba del departamento de Piura, al norte del Perú. 

## Ubicación
Cuse se ubica al este de la provincia de Huancabamba, en el distrito de Sondorillo, en el departamento de Piura.

## Demografía
En 2017 Cuse tenía una población de 156 habitantes.
| Gráfica de evolución demográfica de Cuse entre 1993 y 2017 |
|                                                            |
| Fuentes: Población 1993 y 2017                             |